# Graptodytes parisii
Graptodytes parisii là một loài bọ cánh cứng trong họ Bọ nước. Loài này được Gridelli miêu tả khoa học năm 1939.